# Église Saint-Maximilien-Kolbe de Corps-Nuds
L'église Saint-Maximilien-Kolbe est une église catholique située à Corps-Nuds, en France. Jusqu'au 16 octobre 2011, l'édifice avait pour saint patron l'apôtre Pierre. Son saint patron actuel est Maximilien Kolbe (1894-1941), qui fut canonisé en 1982.

## Localisation
L'église se trouve au centre du chef-lieu de la commune de Corps-Nuds, elle-même située dans le département français d'Ille-et-Vilaine à une vingtaine de kilomètres au sud de Rennes.

## Description
L’intérieur de l’église est en tuffeau blanc. Les arcs outrepassés, qui séparent les bas-côtés de la nef, rappellent le bulbe byzantin. L'église possède une originalité architecturale qui valut à cette église d’être réquisitionnée sous l’occupation allemande pour le tournage d’un film de propagande. Projeté outre-Rhin, il visait à tromper la population sur l’avancée des troupes en URSS.
Mgr Firmin Guichard (1884-1936), missionnaire spiritain et évêque au Congo français, est inhumé dans cette église.

## Historique
L'édifice est classé au titre des monuments historiques en 2004.
Chronologie de la construction de l'église :
- 1875 : Établissement du plan de l'église, destinée à remplacer l'édifice antérieur qui datait des XVIe siècle et XVIIe siècle. Le conseil des bâtiments civils s'oppose à la construction car le clocher de l'église possède une forme de bulbe.
- 1887 : Construction de l'église sur les plans initiaux. La contribution des paroissiens aux travaux fut essentielle, car les ressources financières de la paroisse étaient modiques.
- 1892 : Achèvement de la construction du clocher.
- 1941 : Tournage d'un film allemand de propagande ( "Battage du blé en Ukraine") sous l'occupation allemande (pour berner les spectateurs, le film étant destiné à faire croire à une avancée des troupes allemandes en Union soviétique.
- 1980 : Installation d'un paratonnerre en haut du clocher de l'église.
- 1991-1992 : Restauration de la façade occidentale à la suite du mauvais état des  murs.
- 2000 : Inscription en totalité de l'église à l'inventaire des Monuments Historiques.
- 2011 : Lancement des travaux de rénovation du clocher, travaux importants, mais nécessaires au monument, car des chutes de pierres sont fréquentes.
- 2012 : Inauguration de la restauration, et restauration de la croix avec un habillage en feuilles d'or.

## Galerie

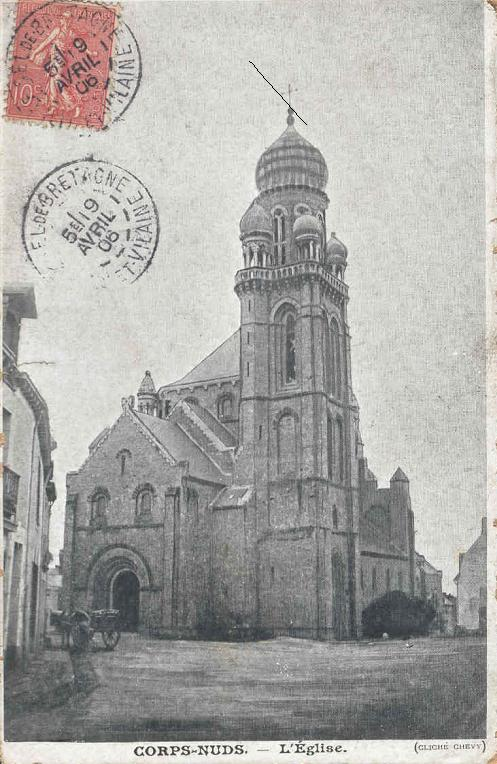
Carte Postale
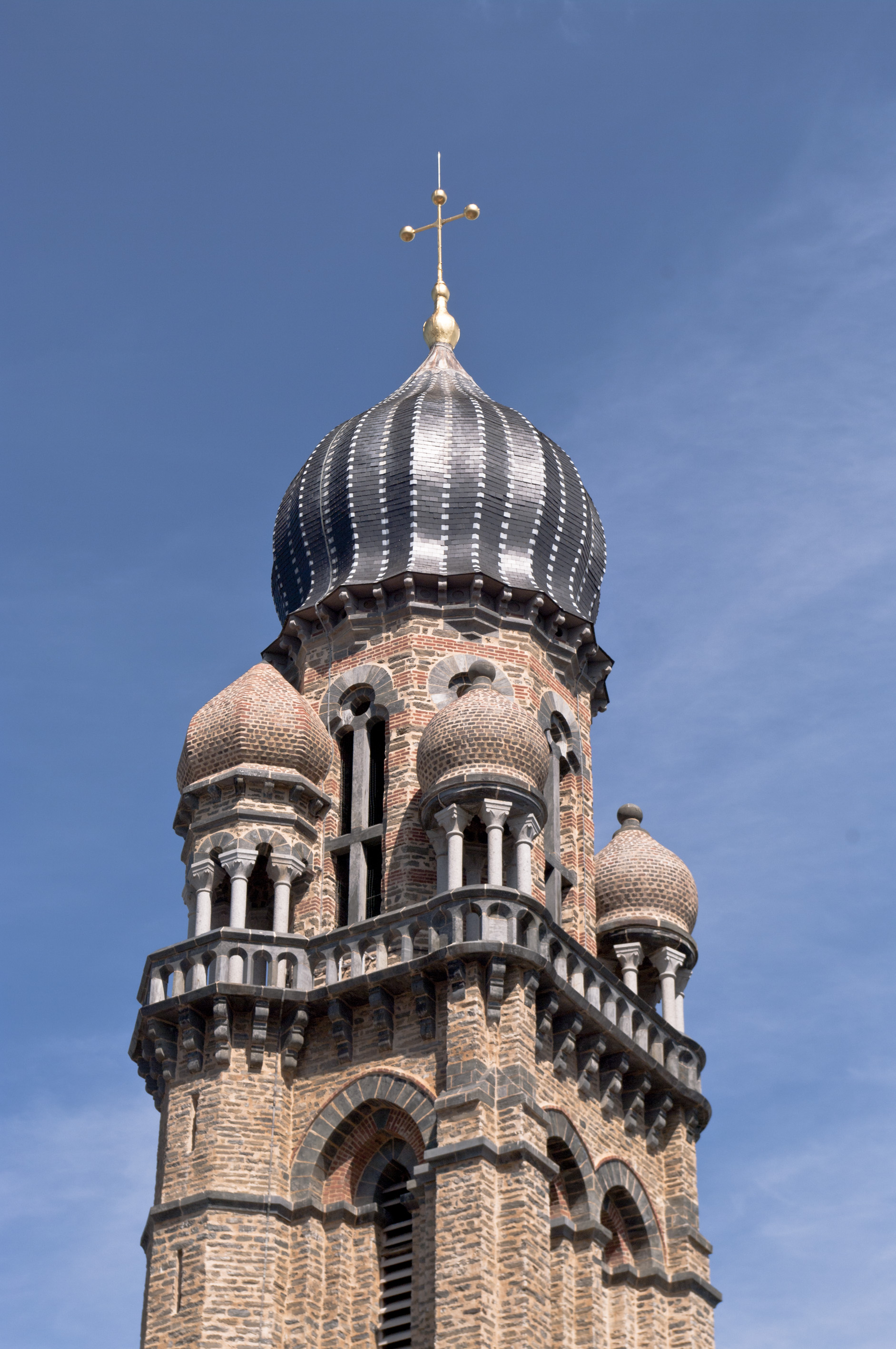
Clocher
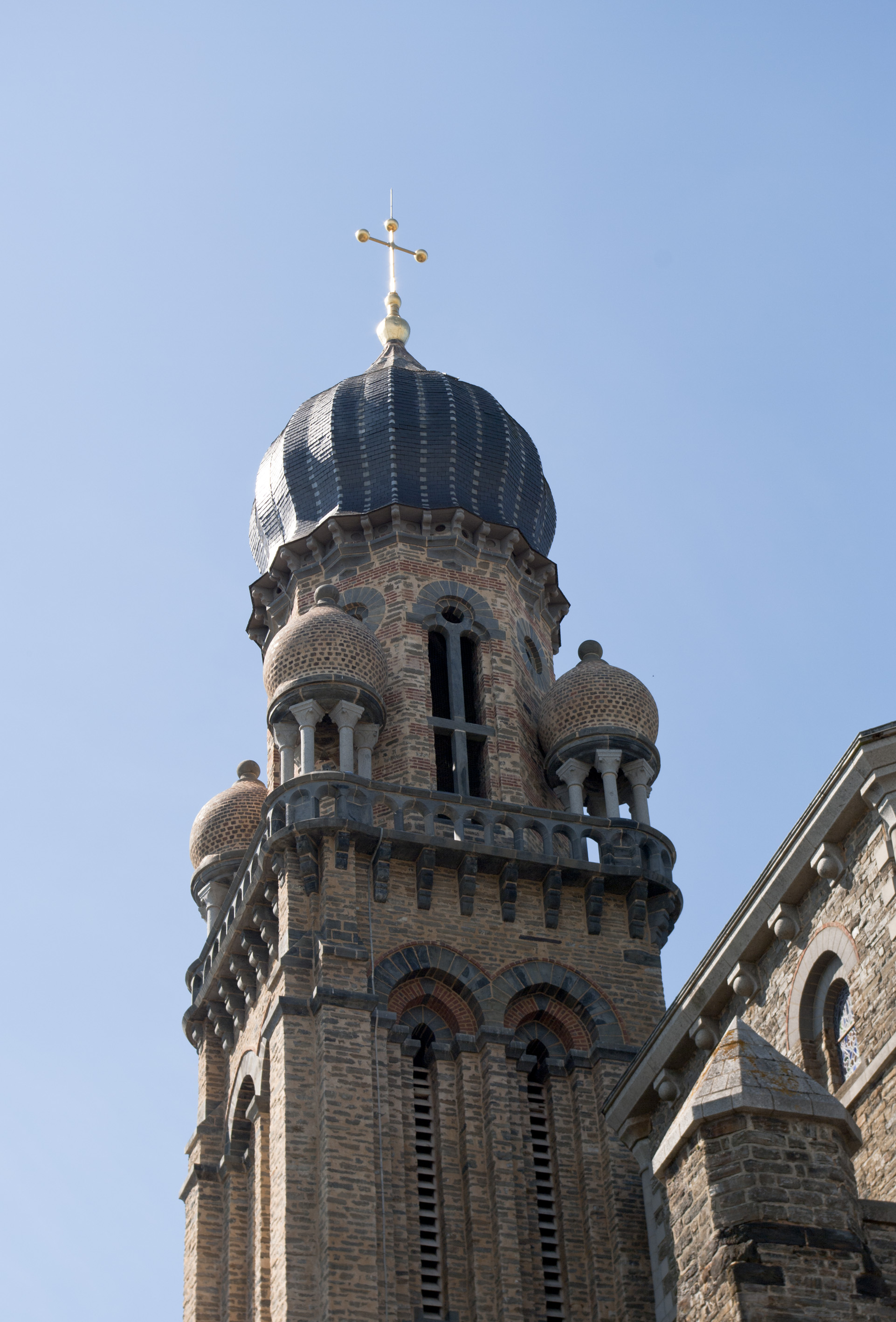
Clocher
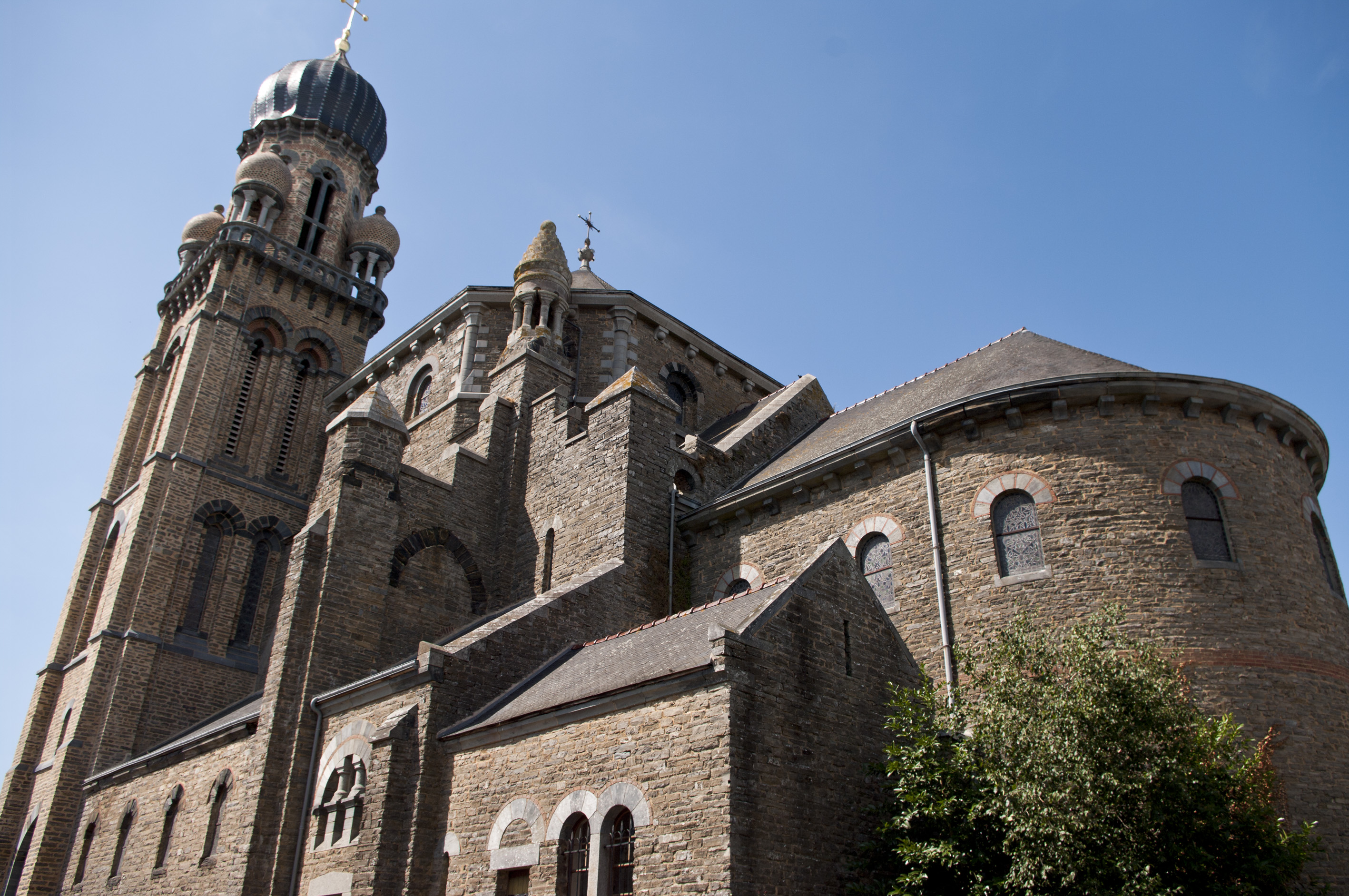
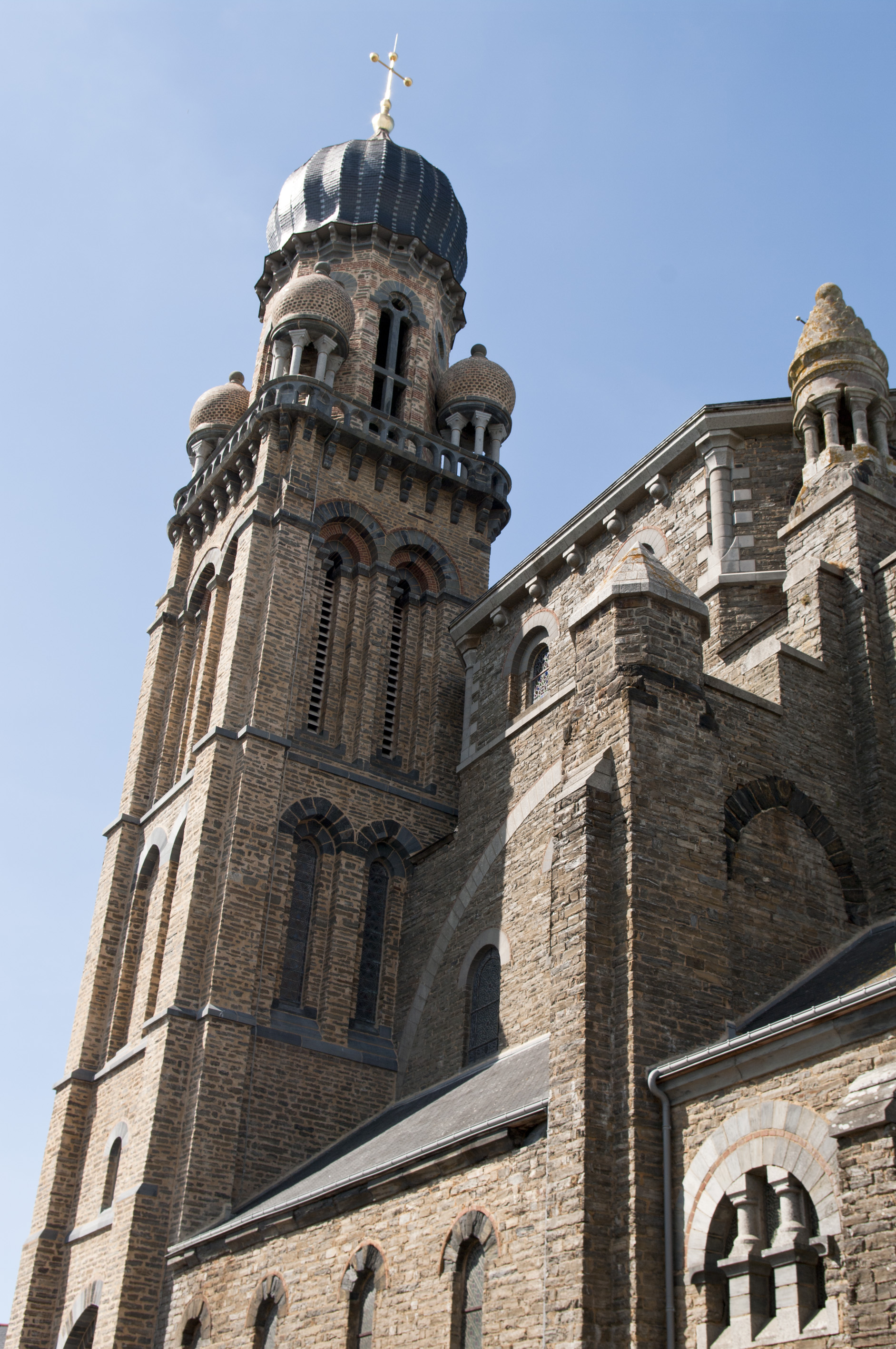
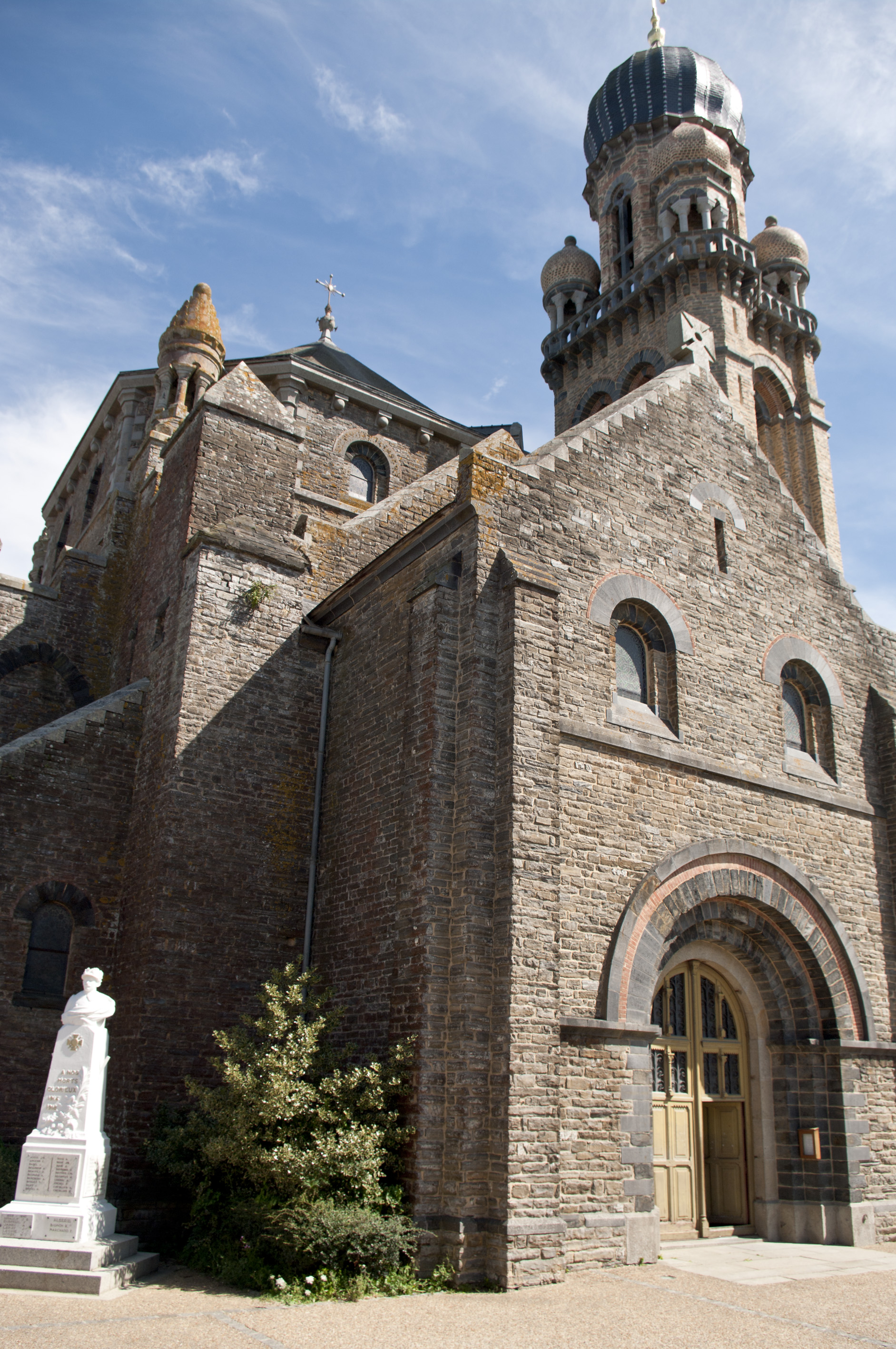
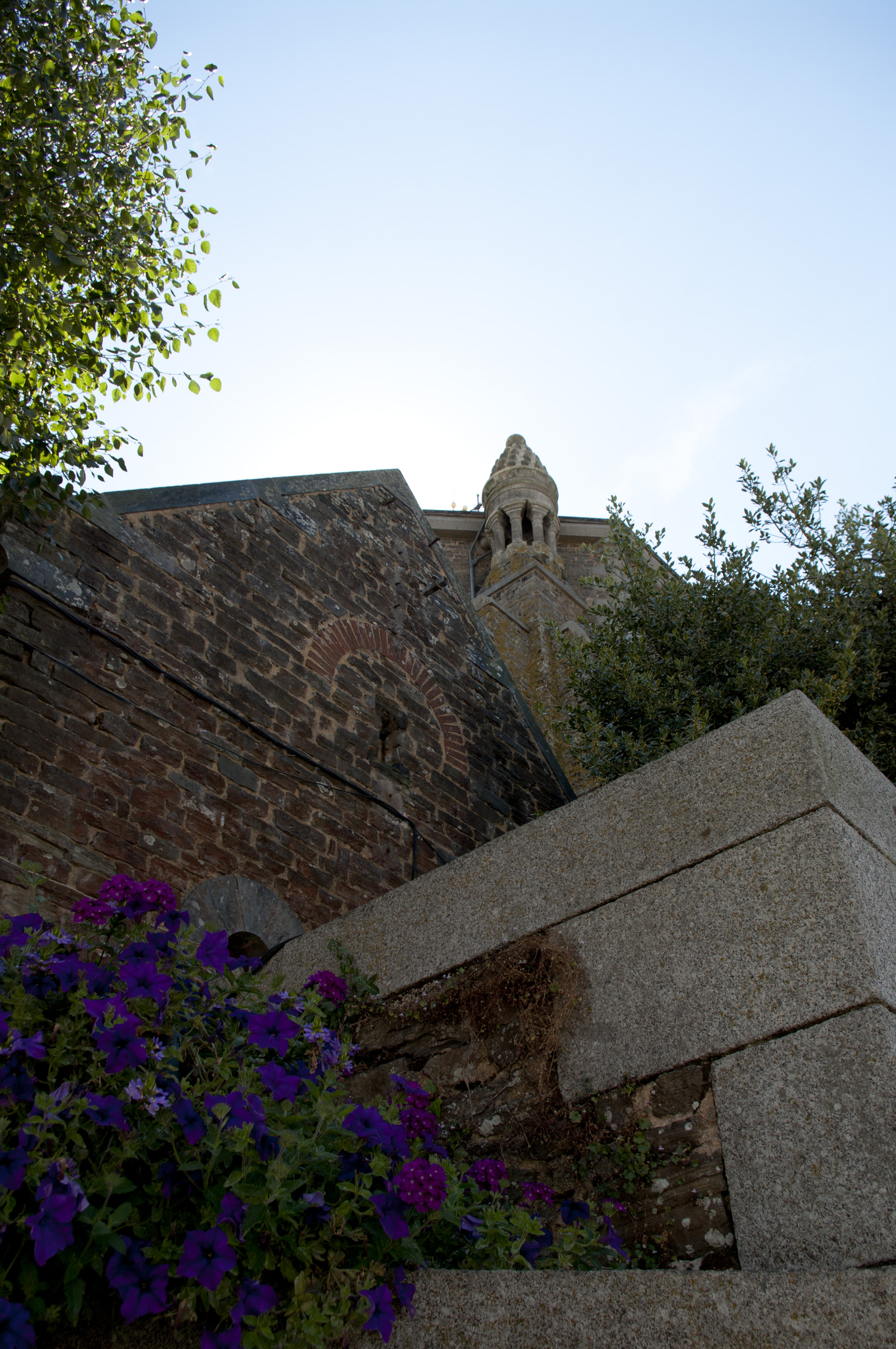
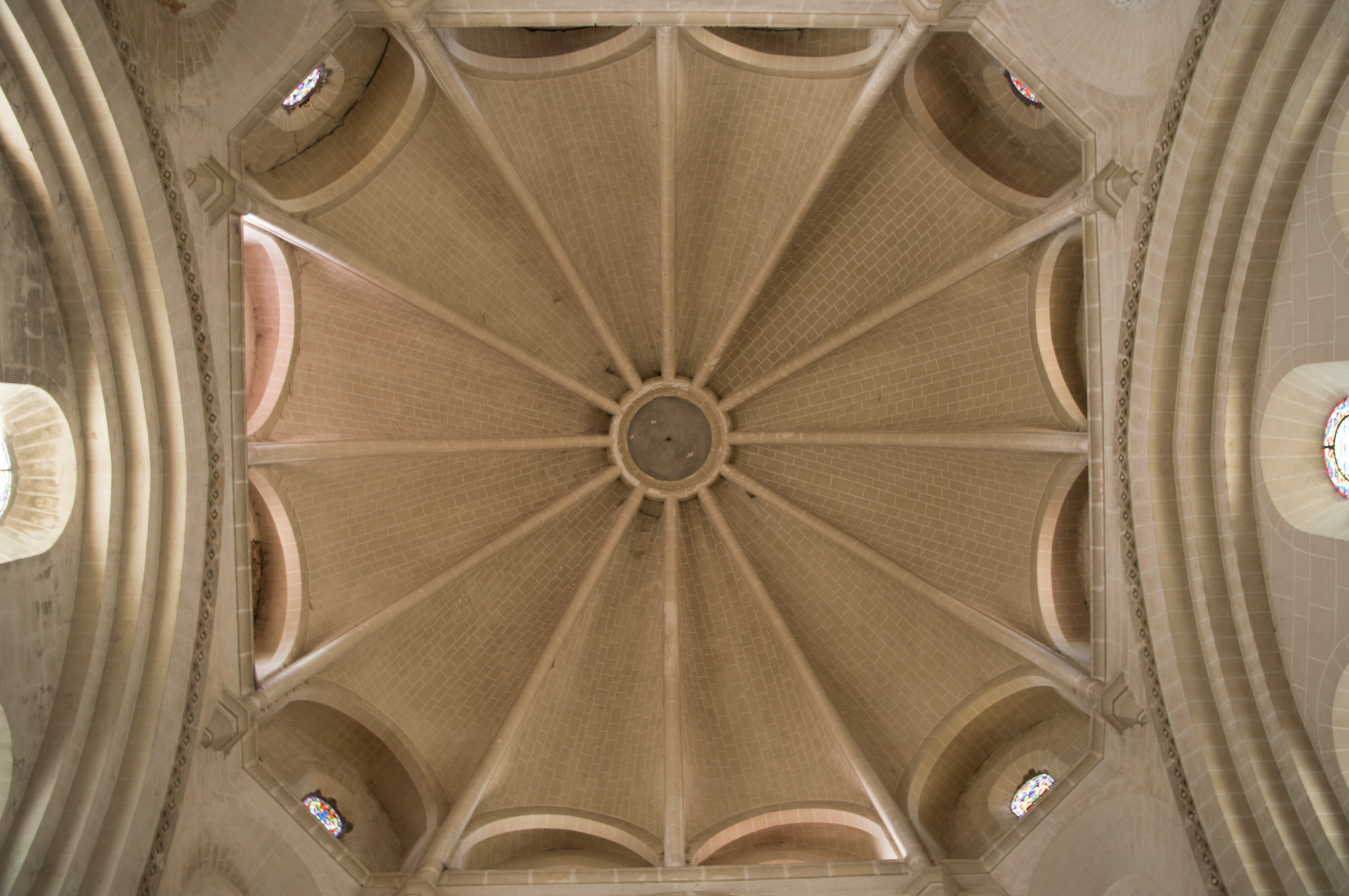
Plafond